# الهنود الماليزيون
الماليزيون الهنود مواطنون ماليزيون من أصول هندية أو من أصول جنوب آسيوية. اليوم، يشكلون ثالث أكبر مجموعة في ماليزيا بعد الملايو والصينيين. معظمهم من نسل أولئك الذين هاجروا من الهند خلال حقبة الملايو البريطانية من أوائل القرن التاسع عشر إلى منتصف القرن العشرين. غالبية الهنود الماليزيين هم من عرقية التاميل. تشمل المجموعات الأصغر الملاياليين والتيلوغوس